# Corpo da Guarda Revolucionária
A Guarda Revolucionária (Liwa Haris al-Jamahiriya) ou Guarda Jamahiriyyah foi uma unidade paramilitar de elite líbia que desempenhou um importante papel de força de proteção do regime de Muammar Gaddafi até sua morte, em outubro de 2011.
A partir de 2005, o seu comandante foi Hasan al-Kabir al-Gaddafi, um primo do ex-líder líbio.
A Guarda Revolucionária foi desenvolvida a partir dos Comitês Revolucionários, mesmo que esta a princípio foi introduzida apenas em postos de trabalho e comunidades, e não era extensiva aos militares. Após o início de 1980, no entanto, a Guarda Revolucionária, como uma ala paramilitar dos Comitês Revolucionários, tornou-se enraizada dentro das forças armadas. Serviram como um canal paralelo de controle, um meio de doutrinação ideológica nos quarteis, e um dispositivo para monitorar o comportamento suspeito. A Guarda Revolucionária supostamente possuía as chaves para os estoques de munições nas principais bases militares, distribuindo-a em pequenas quantidades quando necessárias para as forças regulares. Sua influência aumentou após uma tentativa de golpe de Estado em maio de 1985, que foi bloqueado, principalmente graças à ação da Guarda Revolucionária o qual participaram unidades do exército regular em uma série de batalhas de rua.